# 臺北市萬華區華江國民小學
臺北市萬華區華江國民小學（英語：Taipei Municipal Huajiang Elementary School，縮寫：HCES），簡稱華江國小，位於臺北市萬華區環河南路2段250巷42弄2號，毗鄰華江雁鴨公園，是地處萬華區西側邊陲老舊社區巷弄裡的迷你型國民小學。創校早期的首屆學生來自大理國小一至四年級共712位，當時編成16班、隸屬雙園區。該校於1987年8月另設置附設幼兒園，該幼兒園現共設有6個班，計152名學生。校舍樓梯分別以四端五常命名以及廁所命名以梅、竹、菊為該校特色。

## 歷任校長
| 任次   | 姓名       | 任職日期  | 離職日期  | 備註                                                   |
| ------ | ---------- | --------- | --------- | ------------------------------------------------------ |
| 1      | 洪成先生   | 1979年8月 | 1983年8月 | 調任中山區中正國民小學。                               |
| 2      | 馬家祉女士 | 1983年8月 | 1988年2月 | 原信義區信義國民小學校長。調任大同區延平國民小學校長。 |
| 3      | 陳根深先生 | 1988年8月 | 1992年2月 | 原候用校長。調任文山區景興國小校長。                   |
| 4      | 劉美娥女士 | 1992年2月 | 1996年2月 | 原北投區湖山國小校長。調任大安區新生國小籌備處主任。   |
| 5－6   | 林基在先生 | 1996年2月 | 2002年8月 | 原候用校長。調任信義區光復國民小學校長。               |
| 7      | 李月娥女士 | 2002年8月 | 2006年8月 | 原候用校長。調任士林區福林國民小學校長。               |
| 8－9   | 胡慧宜女士 | 2006年8月 | 2012年8月 | 原中正區河堤國小主任。調任內湖區麗湖國小校長。         |
| 10     | 陳熔釧女士 | 2012年8月 | 2016年8月 | 原南港區舊庄國小校長。調任文山區景興國小校長。         |
| 11－12 | 張禎娟女士 | 2016年8月 | 2023年8月 | 原內湖區明湖國小主任。                                 |
| 13     | 紀力仁先生 | 2023年8月 | 現任      | 原士林區士東國小教務主任。                             |

## 外部連結
- 臺北市萬華區華江國民小學 （页面存档备份，存于）
- 臺北市華江國民小學的Facebook專頁